# Trifolium (kromme)

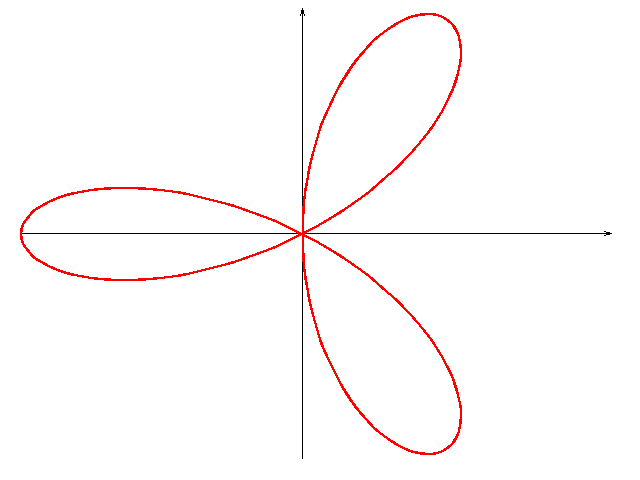
Trifolium

Het trifolium is een wiskundige kromme met de volgende vergelijking in Cartesiaanse coördinaten:
{\displaystyle (x^{2}+y^{2})^{2}=2ax(x^{2}-3y^{2})\,}
De poolcoördinaten van de kromme zijn:
{\displaystyle r=-a\cos(3\theta )\,}